# ابوطاهر ارانی
ابوطاهر ارانی از روستا زادگان الموت بود که پس از پیوستن به اسماعیلیه در زمان حسن صباح جز فدائیان شد. آن‌ها به ترور اشخاص مهم دست می‌زدند. ابوطاهر نیز مسئول کشتن خواجه نظام‌الملک شد و موفق شد او را در شهر صحنه به قتل برساند.